# Röthenbach (Arzberg)
Röthenbach ist ein Gemeindeteil der Stadt Arzberg im Landkreis Wunsiedel im Fichtelgebirge (Oberfranken, Bayern).

## Geografie und Geschichte
Das Dorf Röthenbach liegt westlich der Arzberger Kernstadt und grenzt direkt an diese.
1361 kaufte Friedrich von Schirnding Grundstücke vom Hammerschmied Pesold bei Röthenbach, womit der Ort erstmals urkundlich in Erscheinung trat. Er war damals Bestandteil des Egerlandes und kam dann, zu Beginn des 15. Jahrhunderts, in den Besitz der Burggrafen von Nürnberg.
Die Schirndinger gründeten in Röthenbach einen Rittersitz, zu dem das Dorf Röthenbach, Bergnersreuth und einzelne Höfe in anderen Orten gehörten. Am 10. Oktober 1482 wurde Nickl Schirndinger von Kaiser Friedrich III. der Blutbann über seine Dörfer verliehen, was aber zu Auseinandersetzungen mit den Markgrafen von Kulmbach, später Bayreuth, führte. Sie endeten damit, dass sich Johann Georg von Schirnding unterwarf und die landesherrliche Obrigkeit des Markgrafen anerkannte.
1698 bestand Röthenbach aus 23 Häusern, darunter ein Wirtshaus und eine Schäferei.
1819 starb das Geschlecht der Schirndinger in Röthenbach aus, weshalb 1837 das Schloss an die Familie von Waldenfels fiel, die es noch besitzt.
Schon von alters her wurde in Röthenbach Eisenerz abgebaut. Noch 1822 befanden sich dort elf Eisenerzzechen, von denen zwei bis 1864 in Betrieb blieben.
Am 1. Januar 1977 wurde die Gemeinde Röthenbach aufgelöst und in die Stadt Arzberg eingegliedert.
Bei dem Hochwasser im Frühjahr 2018 wurden auch Teile Röthenbachs überflutet, vor allem die Ortsmitte in einer Talsenke.

### Wappen
Blasonierung: „In Gold ein schräglinker roter Wellenbalken; darüber ein aufrechter schwarzer Bergmannshammer, darunter ein aufrechter, gestümmelter schwarzer Baumast.“

### Einwohnerentwicklung
- 1910: 911[3]
- 1933: 943
- 1939: 930[4]

## Kultur und Sehenswürdigkeiten

### Schloss Röthenbach

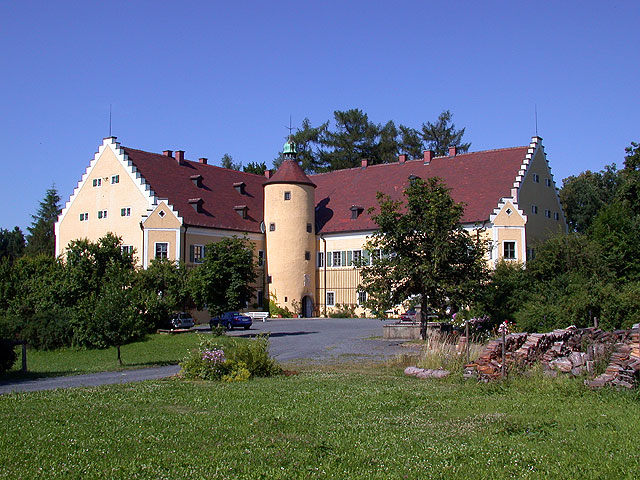
Schloss Röthenbach

Das Schloss Röthenbach wurde in den Jahren 1559 bis 1561 für Jobst Heinrich von Schirnding errichtet und 1981 bis 1984 umfassend restauriert. Das einst von einem Graben umgebene Schloss hat einen hakenförmigen Grundriss. Der Hof öffnet sich nach Süden, die Außenecke des Schlosses weist nach Norden. Der nordwestliche Flügel ist kürzer als der nordöstliche. Beide sind zweigeschossig. An den gegen den Hof weisenden Ecken des Obergeschosses befindet sich je ein Erker auf Kragsteinen. Ihre Treppengiebel und jene der Schmalseiten des Schlosses sind Zutaten der Romantik, wohl bald nach der Mitte des 19. Jahrhunderts. Die von den Werkleuten errichtete Gedenktafel an dem Renaissancebau ist eine kunstgeschichtliche Rarität. Das Schloss befindet sich im Besitz der Familie von Waldenfels.

## Wirtschaft und Infrastruktur
In Röthenbach gibt es wenige Betriebe oder Unternehmen. Der Gemeindeteil ist landwirtschaftlich geprägt. Daneben gibt es kleinere Geschäfte und eine Autowerkstatt.
In Röthenbach gibt es eine Freiwillige Feuerwehr.

### Verkehr
Die Kreisstraße WUN 14/17 führt nach Grafenreuth bzw. nach Arzberg zur Staatsstraße St 2176. Gemeindeverbindungsstraßen führen zur B 303 und die St 2176 kreuzend zur Sandmühle.